# Medeni Poljani
Medeni Poljani (Bulgaars: Медени поляни) is een dorp in het zuidwesten van Bulgarije. Zij is gelegen in de gemeente Sarnitsa, oblast Pazardzjik. Het dorp ligt 57 km ten zuidwesten van Pazardzjik en 101 km ten zuidoosten van Sofia. 

## Geschiedenis
Tot 1946 heette deze plaats Nova Machala (Bulgaars: Нова махала, Turks: Yenimahalle) en was het een onderdeel van het dorp Babjak in de gemeente Belitsa. Op 11 april 1961 werd Medeni Poljani een zelfstandige nederzetting in de gemeente Velingrad, oblast Pazardzjik. Sinds 1 januari 2015 is het een dorp onder het administratieve bestuur van de nieuwgevormde gemeente Sarnitsa.

## Bevolking
Het dorp werd in 1946 voor het eerst geregistreerd en telde toen 833 inwoners. Dit aantal nam continu toe en bereikte in 1965 een hoogtepunt met 1.417 inwoners. Sindsdien daalt het inwonersaantal en schommelt het tussen de 650 à 770 personen. Op 31 december 2019 telde het dorp 689 inwoners.
Van de 728 inwoners reageerden er slechts 254 de optionele volkstelling van 2011. Daarvan identificeerden 159 personen zich als Bulgaarse Turken (62,6%) en 93 als etnische Bulgaren (36,6%). De bevolking bestaat echter uit Bulgaarssprekende moslims, ook wel Pomaken genoemd.
Van de 728 inwoners die in februari 2011 werden geregistreerd, waren er 142 jonger dan 15 jaar oud (20%), zo'n 481 inwoners waren tussen de 15-64 jaar oud (66%), terwijl er 105 inwoners van 65 jaar of ouder werden geteld (14%).